# 树生藓
树生藓（学名：Erpodium biseriatum）为树生藓科树生藓属下的一个种。